# 蔡祖淼
蔡祖淼，国际问题专家，主要从事东欧问题的综合研究。為中国社会科学院资深研究员。

## 简介
1933年5月出生，籍贯浙江省余姚县（现宁波市）。1958年，毕业于阿尔巴尼亚国立地拉那大学。1958年-1966年，就职于中华人民共和国驻阿尔巴尼亚大使馆。1969年-1986年，就职于中国国际广播电台。1986年，就职于中国社会科学院东欧中亚研究所。担任有科学社会主义学会世界社会主义委员会理事等学术职务。

## 主要著作
- 《霍查后阿尔巴尼亚——动荡与剧变初析》
- 《霍查的“左”及其祸害》
- 《战后东欧——改革与危机》
- 《东欧概览》
- 《1993年阿尔巴尼亚外交综述》
- 《风急浪险的阿尔巴尼亚政局》
- 《阿尔巴尼亚旧经济体制弊端初析》
- 《阿尔巴尼亚剧变的经济原因》
- 《苏联东欧国家政治体制及改革》